# Макэ, Хусэ
Хусэ Макэ (настоящее имя — Хусеин Макеев; 1907—1970) — дунганский поэт, педагог.

## Биография
Хусэ Макэ родился в 1907 году. В молодости бежал из родного дома, чтобы получить образование. Сначала работал в чайхане во Фрунзе, а затем переехал в Ташкент, где поступил на исторический факультет Среднеазиатского коммунистического университета. С 1932 по 1939 годы года работал в газете «Дун Хуәщир». Затем преподавал историю в педагогическом институте города Пржевальска. До 1957 года работал на различных партийных должностях, а затем перешёл во возобновлённую дунганскую газету «Шийүәди чи». В этой газете он проработал до конца жизни.

## Творчество
Первые произведения Хусэ Макэ были опубликованы в 1934 году в коллективном сборнике «Гункў хуар» (Цветы труда). Уже через два года сборник его стихов «Туйгы гункў» (Первый труд) вышел отдельным изданием. В конце 1930-х годов занимался переводами на дунганский язык различных детских произведений, а также участвовал в создании русско-дунганского словаря по естествознанию. Позднее из под его пера вышли сборники «Вәди җищён» (Мои воспоминания), «Чунхуа» (Весенний цветок), «Вә нэ чонди» (Любимая песня моя). Также Хусэ Макэ написал ряд сказок.